# Lander Gyselinck
Lander Gyselinck (Gent, 21 december 1987) is een Belgische drummer.

## Levensloop
Gyselinck begon met drummen toen hij vier jaar oud was, later begon hij ook te scratchen. Hij studeerde met grote onderscheiding af als drummer in het genre jazz en lichte muziek aan het Hogeschool Gent Conservatorium.
Gyselinck begon zijn carrière als begeleider bij andere muzikanten, zoals bij het trio Kris Defoort.
Zelf zette Gyselinck verschillende bands op, waaronder LABtrio, waarmee hij op Jazz Middelheim speelde met het 'NY Project', vernoemd naar de tijd dat hij woonde in New York.
Het Ragini Trio is een project dat jazz speelt die is gebaseerd op Indische muziek. Het trio bestaat naast Gyselinck uit Nathan Daems (saxofoon) en de Italiaan Marco Bardoscia (contrabas). De band beschouwt deze bezetting als een tegenhanger binnen de jazz van de klassiek Indische formatie tabla/tampura/sitar. In 2013 verscheen het debuutalbum 'Ragini'.

In de avant-garde jazzband STUFF. combineert Gyselinck zijn drumwerk met zijn liefde voor hiphop.
In 2013 bracht hij met Esther Venrooy het experimentele album Point Break uit, en met de gelegenheidsband Mount Meru maakte hij dat jaar het album Arbres.
Samen met Pieter Claus startte hij het Zappa-hommage project Sinister Sister, met ook Michel Hatzigeorgiou, Maayan Smith en Jan Ghesquière. Nadat hij deze groep verliet, werd Xavier Rogé er de nieuwe drummer.
In zijn studie periode in New York richtte hij samen met plaatselijk saxofonist en clarinetist Chris Speed en de Ierse elektronisch bassist Simon Jermyn het improvisatietrio Howard Peach op. Ze brachten een enkel album uit in 2015.
In 2016 startte Gyselinck samen met de Nederlander Fulco Ottervanger het project BeraadGeslagen. In 2016 brachten ze hun eerste EP uit, die ook BeraadGeslagen heet. Hun debuut, Duizeldorp verscheen in 2018. Zelf beschreven de heren hun project als: ‘veranda-jazz stoepdisco’, ‘lint-jazz’, ‘synthbebouwing’, of ‘head-behangen’.
In 2020 ondernam Gyselinck een soloproject genaamd Hihats In Trees. 
In 2020 richtte hij samen met de Antwerpse elektronicabricoleur Adriaan Van de Velde  het duo Lander & Adriaan op. Ze brachten een aantal singles uit in 2022.

## Onderscheidingen
In 2009 won hij de prijs voor “Beste solist” en won zijn band LABtrio de prijs voor “Beste groep” en de “Publieksprijs” op de XL-competitie van de Brussels Jazz Marathon. In 2010 won hij de Toots Thielemans Jazz Award als student van het Koninklijk Conservatorium Brussel, in  2012 de Sabam Jazz Award in de categorie 'jong talent' en in zowel 2015, 2016 als in 2017 won hij de MIA in de categorie 'Beste Muzikant'.

Verder kreeg hij de Vlaamse Cultuurprijs voor Muziek 2015. In dit verband stelt de jury: Deze drummer, componist en muziekduivel-doet-al is een bijzondere, creërende en straffe muzikant, die al op jonge leeftijd uitblinkt en over een enorm groeipotentieel beschikt. Hij is niet voor één gat te vangen en de creatieve spil bij diverse projecten.
- Bibliothèque nationale de France: cb16957001m (data)
- International Standard Name Identifier: 0000 0004 4901 1990
- MusicBrainz: e9e72bec-be55-41b5-8868-4c9080fb6b7f
- Système universitaire de documentation: 254630839
- Virtual International Authority File: 315540360
- WorldCat: E39PBJk93HttkJYrB33jVkWMT3